# Francisco de Gurrea y Aragón
Don Francisco de Gurrea y Aragón (Franjo; Pedrola, 6. prosinca 1551. — Zaragoza, 11. lipnja 1622.) bio je aragonski plemić; grof Ribagorze i vojvoda Villahermose. Bio je posljednji grof Ribagorze; nakon njegove smrti, grofovija je pripala kralju Španjolske, Filipu II.

## Život
Otac Don Francisca bio je grof Martin od Ribagorze (Martín de Gurrea y Aragón), a majka mu je bila očeva prva supruga, gospa Luisa de Borja y Aragón, čiji je slavni predak bio papa Aleksandar VI.
Naslijedio je svog brata Fernanda 1592.
Postao je prvi grof Lune 1598. Na mjestu vojvode ga je naslijedila nećakinja, María Luisa de Aragón y Gurrea.

### Brakovi
Don Francisco je imao tri žene; njegova je prva supruga bila Leonor Zaporta y Sántangel, kći imućnog Gabriela Zaporte, gospodara Valmañe, te je bila židovskog podrijetla. 
Francisco i Leonor su bili roditelji Don Martína de Aragóna y Zaporte te gospe Juane (Ivana).
Druga žena mu je bila Luisa de Alagón y Luna; njihov je sin bio grof Lune, Martín de Aragón y Alagón.
Don Franciscova treća supruga bila je gospa Catalina de Tafalla; par je bio bez djece.